# Radio Sawa
Pour les articles homonymes, voir Sawa.
Radio Sawa est une station de radio en arabe financée par le gouvernement des États-Unis.
Elle diffuse de la musique populaire en arabe, anglais et espagnol afin d’attirer les auditeurs.
Radio Sawa commence à émettre le 23 mars 2002. Ses programmes sont diffusés à Washington, mais aussi au Maroc, en Jordanie, en Irak, en Égypte, au Liban, au Qatar et dans les Émirats arabes unis.
La station est contrôlée par le Broadcasting Board of Governors (BBG), une agence du gouvernement américain dont les membres sont des civils qui ne sont pas sous le contrôle direct du gouvernement.
Radio Sawa a continué à réduire ses émissions, passant de la diffusion sur les ondes moyennes, FM et le streaming en ligne à la simple diffusion FM, au streaming et au podcasting, pour finalement diffuser principalement l'audio d'Alhurra TV et le podcasting, jusqu'en novembre 2024, date à laquelle le flux en direct a été interrompu et plus tard le site Web radiosawa.com a commencé à rediriger vers alhurra.com.

## Critiques
Certains considèrent que Radio Sawa est une tentative américaine pour contrôler les médias irakiens. Le lancement de radio Sawa au Maroc débloque les licences radio à des sociétés privées. Alors que des demandes ont été formulées depuis des années par des groupes locaux, les américains ont paradoxalement permis des décisions interne de l'état marocains qui n'avait plus le choix de refuser. Les blocages restant encore au niveau de la pression financière.

## Sources
Propaganda or journalism